# 沙氏變色蜥
沙氏變色蜥（學名：Anolis sagrei）為原產於古巴和巴哈馬群島的中小型半樹棲型蜥蜴。 原先被廣泛引入至世界各地，作為寵物出售，現在可在佛羅里達州野外發現，並往北延伸至北部喬治亞州南部，在德州、路易斯安那州、密西西比州、阿拉巴馬州、夏威夷和加利福尼亞州南部亦皆有發現。它也被引入加勒比諸島嶼和亞洲的台灣。
此物種具有高度入侵性。 在引入的地區，能達到極高的種群密度，並以非常迅速的速度擴散，沙氏變色蜥會影響許多當地物種的數量，甚至危及生存。
本物種在臺灣的首次記錄為2000年9月，於嘉義三界埔，入侵的來源不明，推測可能是本物種的蛋被藏在引入臺灣的植栽之中而被無心引進臺灣。2008年於花蓮七星潭地區也發現野外族群。臺灣於2009年開始進行移除監測計畫。

## 描述
體色為褐色或灰色，上有對稱的圓形或三角形或線條等花紋，並會隨著環境與行為改變體色至黑色或灰白色。 喉囊從黃色到橘紅色， 雄性可長的像綠變色蜥一樣大，體長約 17.8—20.3 cm（7.0—8.0英寸） ，少數個體可達 22.9 cm（9.0英寸）。雌性亦如同雌性綠變色蜥的大小，約 7.6—15 cm（3.0—5.9英寸） 長。雄性沙氏變色蜥的頭部小於雄性綠變色蜥。此外，沙氏變色蜥尾巴有一個脊，一直延伸到頭部後側，綠變色蜥則不具有這項特徵。
交配季節為溫暖的月份，即晚春及初夏之際，卵生，偏好林地邊緣、住家、開墾後等人為發展等棲地。由於生活史迅速，生殖潛能強，因此可快速繁衍擴增族群，成為強勢入侵外來種。

## 移除
調查發現此外來種在臺灣的分布範圍正在擴大中，可能對本土特有物種例如斯文豪氏攀蜥與草蜥產生競爭排擠現象，因此臺灣自2009年開始進行移除監測計畫，現行的移除方式為人力移除、棲地改善、陷阱捕捉、生物防治及藥物控制。夜間徒手捕捉法為最有效率的捕捉方法。

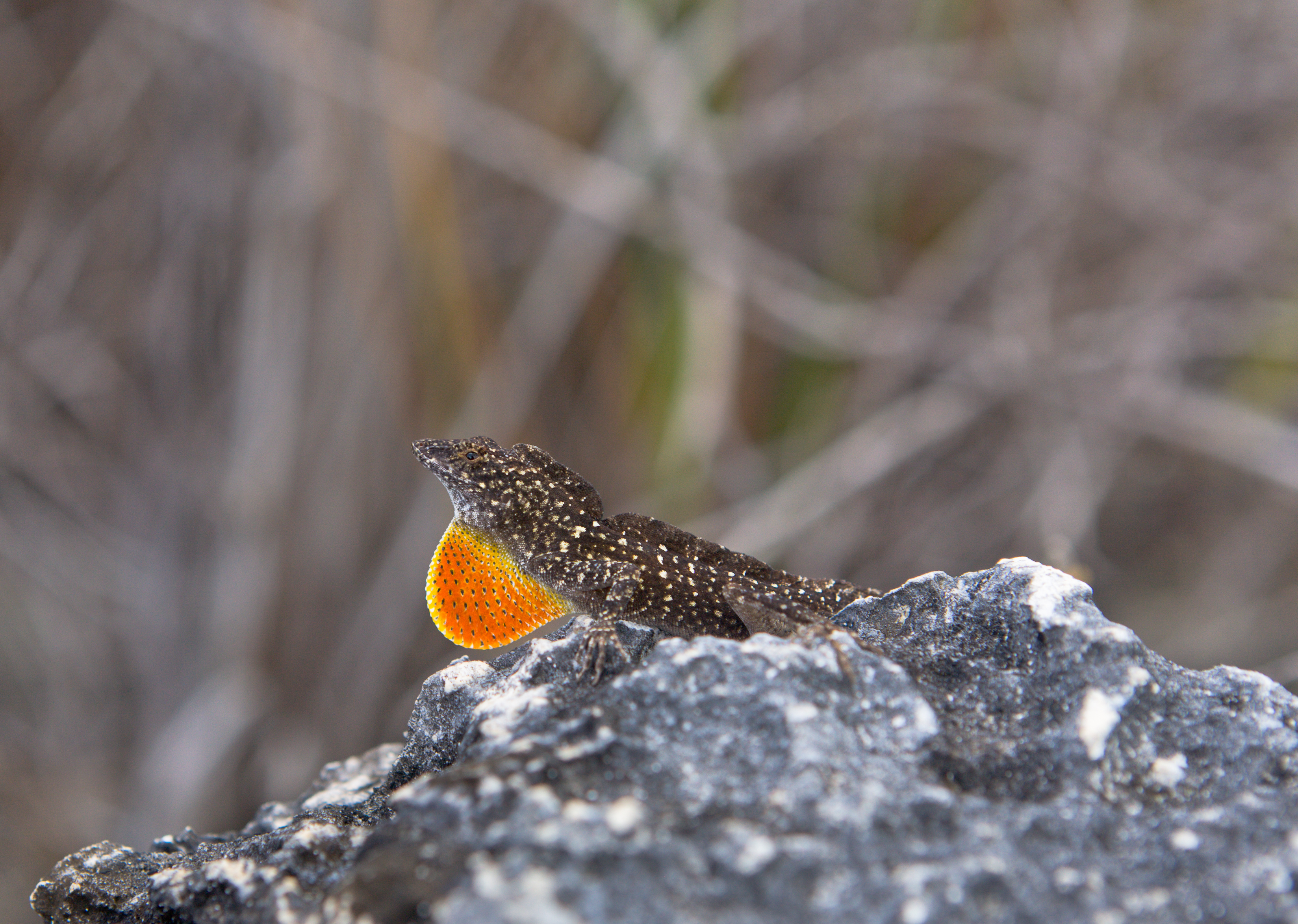
伸展喉囊的雄性
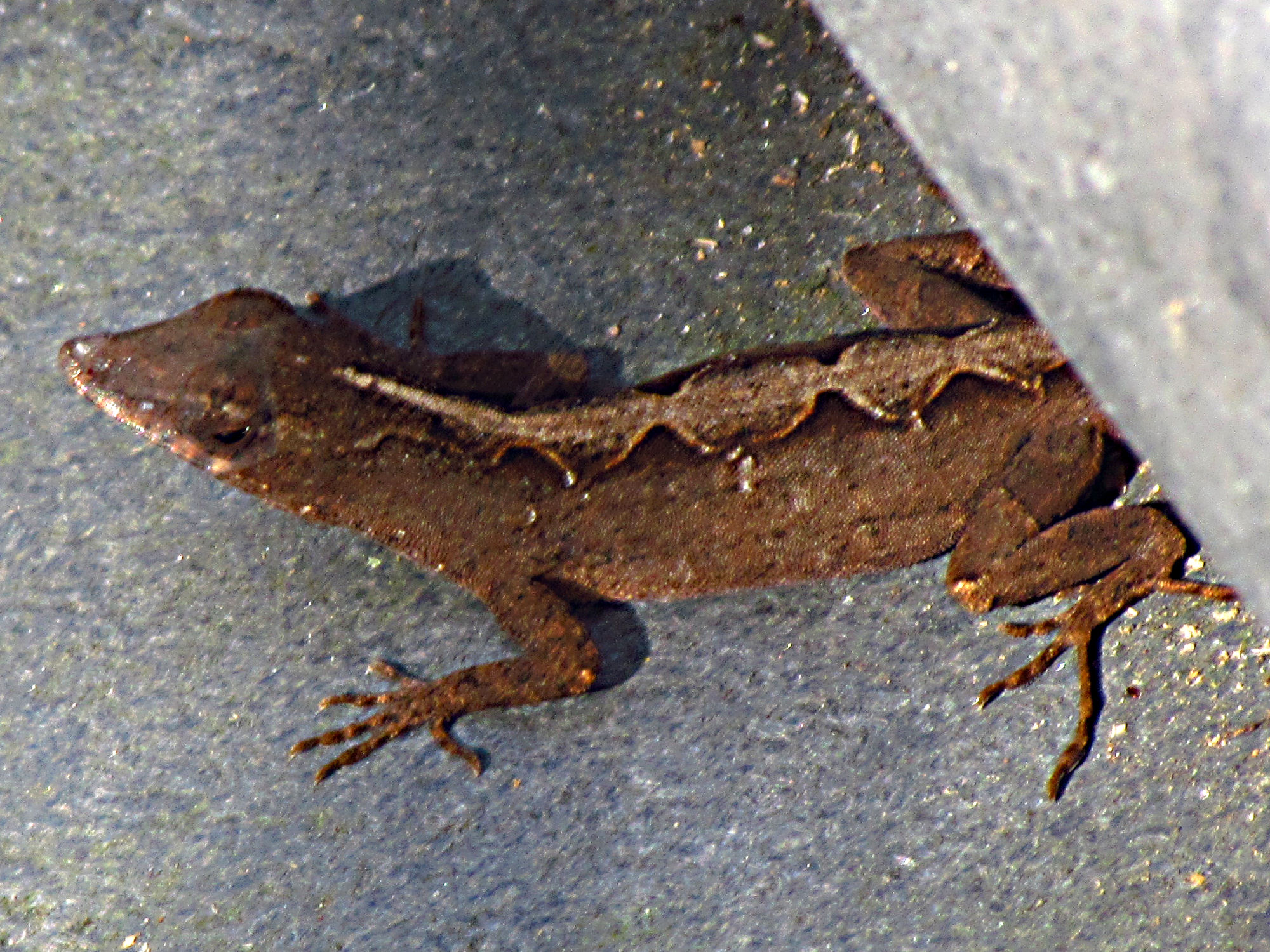
雌性，攝於佛羅里達州
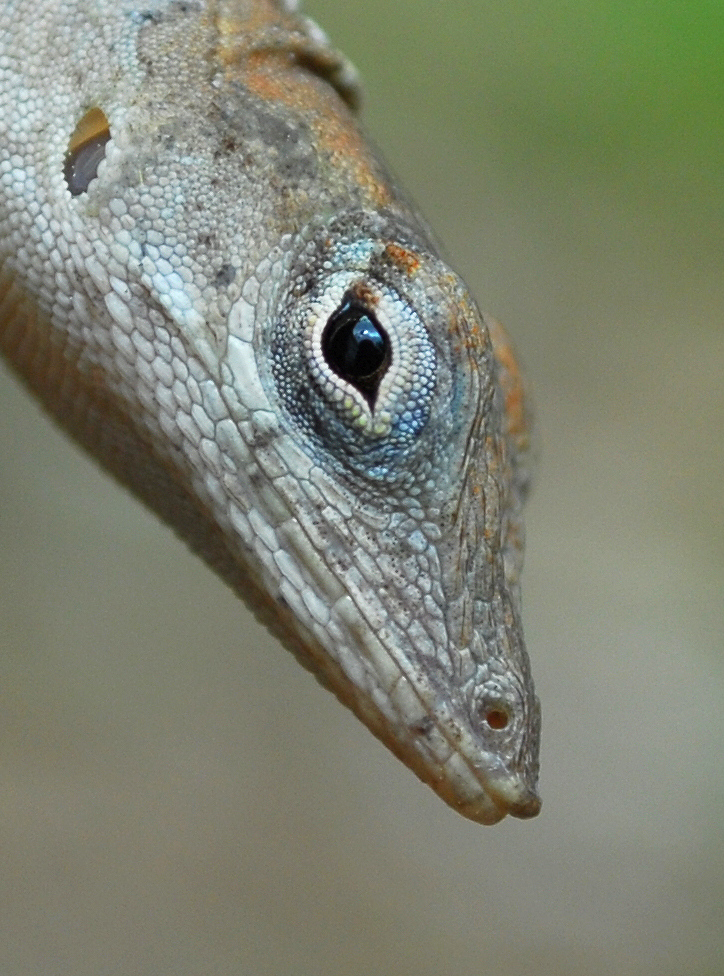
雌性
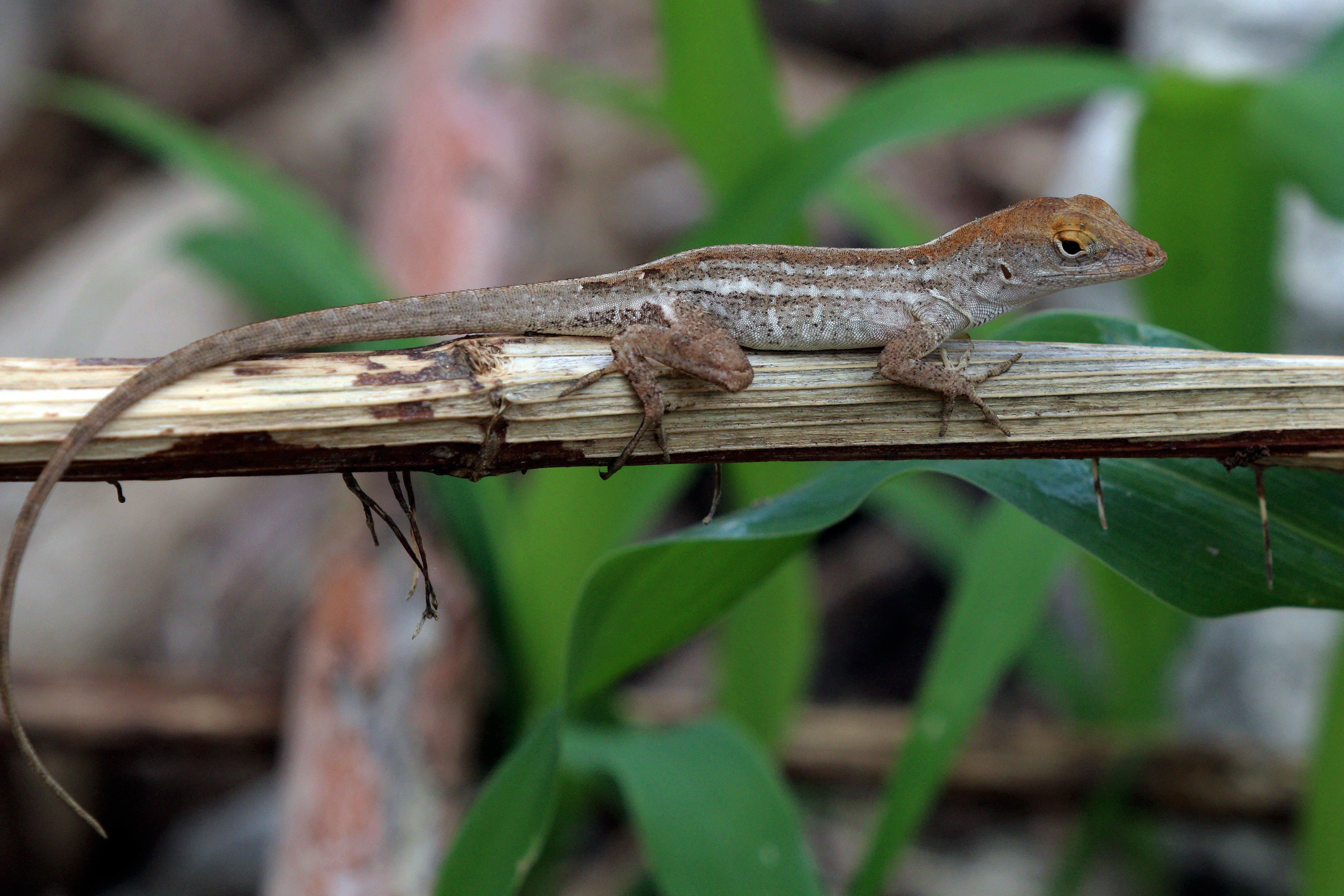
幼體，攝於大開曼島
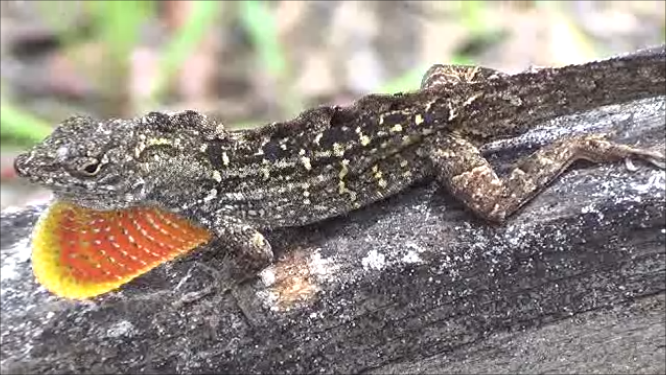
正在伸展喉囊的雄性，攝於 西特拉斯郡, 佛羅里達州

## 螁皮
不像其他爬蟲以較大面積的方式螁皮，沙氏變色蜥的蛻皮成小塊狀，並會吃下自己的蛻皮以補充鈣質。 在圈養的狀態下，如果濕度太低，螁下的皮可能會粘在皮膚上。可能會堆積在眼睛周圍，影響進食，可以保持高濕度預防此一狀況。

## 飲食
沙氏變色蜥以小節肢動物為食，如蟋蟀、蛾、螞蟻、蚱蜢、蟑螂、粉蝨、蜘蛛和蠟蟲。它們也可能獵食其他蜥蜴，如石龍子和綠色變色蜥，或吃蜥蜴蛋，以及他們自己的蛻皮和脫落的尾巴。如果靠近水，他們會吃水生節肢動物或小魚  - 以及幾乎任何能吞下去的東西。

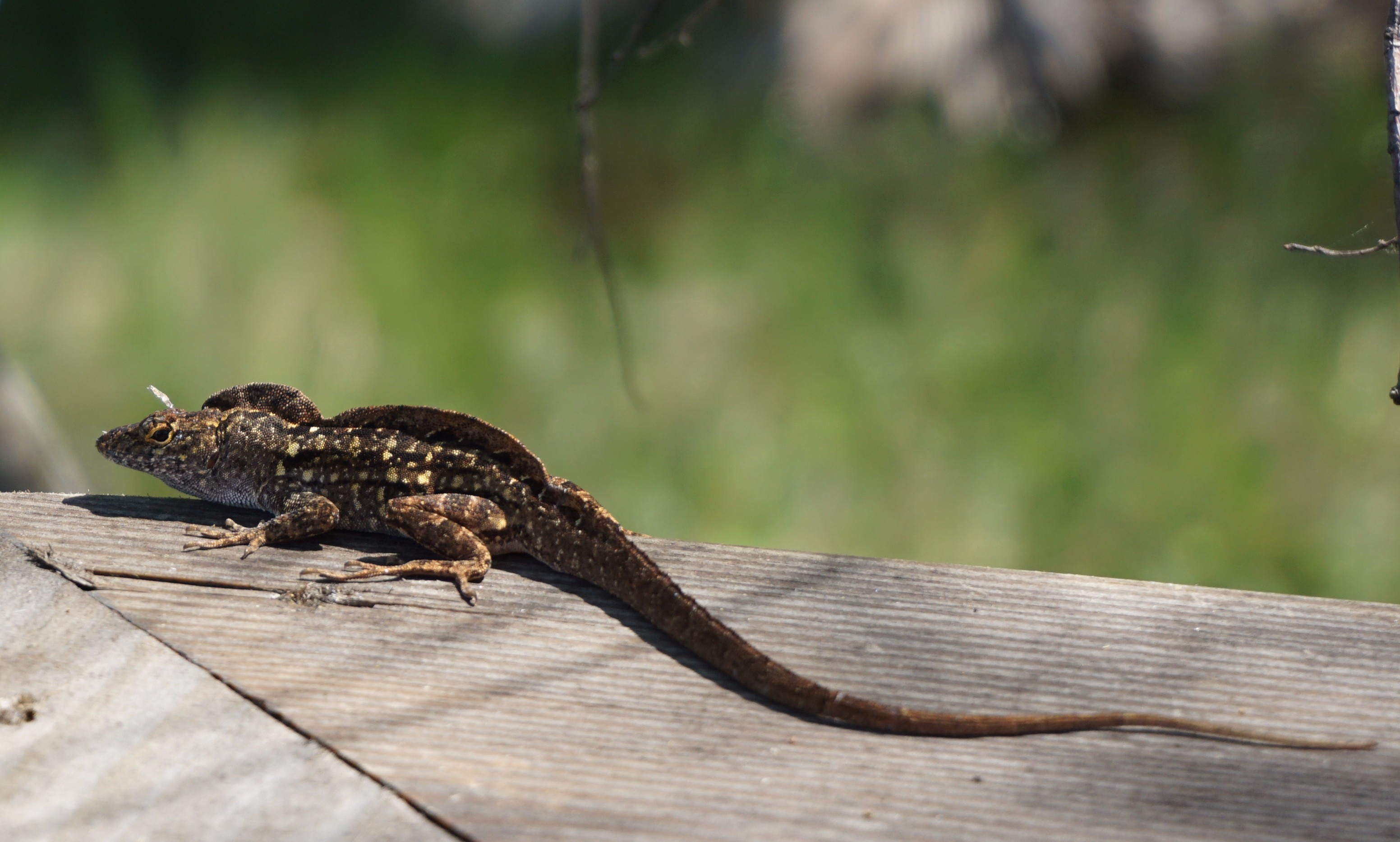
沙氏變色蜥，攝於 羅克波特，德克薩斯州

## 獵捕
沙氏變色蜥在被追獵時，可以脫掉尾巴做為防衛機制。斷落的部分會繼續跳動，分散捕食者的注意力，以幫助沙氏變色蜥脫逃。 斷落的尾巴無法長回原樣，僅能長回一部分。如果被激怒，沙氏變色蜥會咬人攻擊，並排出尿液和糞便。被捕獲，受傷或打鬥時，一些沙氏變色蜥可能會發出短嘶嘶聲。捕食者包括老鼠，蛇，鳥和許多大型動物，如貓。
最近在巴哈馬對入侵種群的研究顯示，沙氏變色蜥的體型並不受捕食影響，一如先前所預料。

## 溝通
沙氏變色蜥以視覺訊號作為主要的溝通模式。然而，最近的證據顯示，雄性沙氏變色蜥也能夠偵測同種雌性留下的化學信號。